# مارتینا هالمن
مارتینا هالمن (آلمانی: Martina Hallmen؛ زادهٔ ۲۰ مه ۱۹۵۹) بازیکن هاکی روی چمن اهل آلمان است.